# Erquinvillers
Erquinvillers – miejscowość i gmina we Francji, w regionie Hauts-de-France, w departamencie Oise.
Według danych na rok 1990 gminę zamieszkiwały 154 osoby, a gęstość zaludnienia wynosiła 41 osób/km² (wśród 2293 gmin Pikardii Erquinvillers plasuje się na 843. miejscu pod względem liczby ludności, natomiast pod względem powierzchni na miejscu 989.).